# Équipe cycliste Castorama
L'équipe cycliste Castorama est une équipe cycliste française qui a existé de 1990 à 1995. Elle portait le nom de son principal sponsor, l'entreprise Castorama. Dirigée par Cyrille Guimard, elle succédait à l'équipe Super U. À sa création, elle est emmenée par Laurent Fignon, qui occupe la première place du classement FICP à la fin de l'année 1989. Elle occupe la quatrième place du classement FICP par équipes au début de l'année 1990.
En 1992, Jacky Durand remporte le Tour des Flandres. L'équipe gagne le championnat de France trois années consécutives : en 1992 avec Luc Leblanc et en 1993 et 1994 avec Jacky Durand. Lors du Tour de France 1995, Durand gagne le prologue, grâce à la pluie qui a défavorisé les favoris. Il porte le maillot jaune pendant deux jours.
L'équipe disparaît à la fin de l'année 1995, avec la fin de l'engagement de Castorama et l'échec de la recherche d'un nouveau sponsor.

## Principales victoires
- Critérium International : Laurent Fignon (1990)
- Tour des Flandres : Jacky Durand (1992)
- Tour de l'Avenir : Thomas Davy (1993), Emmanuel Magnien (1995)
- Classique de Saint-Sébastien : Armand de Las Cuevas (1994)

## Participations aux Grands Tours
| - Tour de France - 6 participations (1990, 1991, 1992, 1993, 1994, 1995) - 7 victoires d'étape : - 1 en 1990 : Thierry Marie - 2 en 1991 : Thierry Marie (2) - 2 en 1992 : Dominique Arnould, Thierry Marie - 1 en 1994 : Jacky Durand - 1 en 1995 : Jacky Durand | - Tour d'Italie - 6 participations (1990, 1991, 1992, 1993, 1994, 1995) - 3 victoires d'étape : - 2 en 1992 : Thierry Marie, François Simon - 1 en 1994 : Armand de Las Cuevas |